# Real Life (album de Crown of Creation)
Pour les articles homonymes, voir Real Life.
Albums de Crown of Creation
Crown of Creation meets Friends
(1998)
Real Life est le premier album du groupe allemand Crown of Creation, sorti le 21 février 1994. Il est publié par Frank Suchland (ContraPunkt), Bückeburg. C’était la dernière production CD de Rick J. Jordan avant de fonder avec H.P. Baxxter le groupe Scooter.

## Fond
L’album a été certifié influences de Alphaville et Camouflage. Il a été produit par Rick J. Jordan et Martin Zwiener et mixé par Herman Frank, Rick J. Jordan et Jens Lüpke. Christoph von Storch et Bernd Wullkotte ont joué de la guitare, Silvia Lohmann le saxophone et Rick J. Jordan le synthétiseur Moog.
Au moment que les enregistrements ont commencé, le groupe avait déjà huit ans. La chanteuse Nicole Sukar a rejoint le groupe le 2 septembre 1992. Les travaux dans les studios ont commencé le 27 mai 1993. Frank Suchland à Bückeburg a pris le CD dans son programme de publication. Elle était publiée dans le label de musique ContraPunkt le 21 février 1994 (cp 940101). La pochette du CD a été conçue par l'artiste Ingo A. Müller de Brême qui a traité des impressions de son voyage en Amérique.
En octobre 1994, Crown of Creation ont présenté le CD devant le grand public dans leur première tournée en France.
Plus tard on a séparé le titre « Memory » pour la compilation de charité en faveur des enfants blessés à cause des incendies « Paulinchen » (2001, Titre no 1). « Frustsong », une composition de Silke Kasten, Matthias Blazek et Rick J. Jordan, avait été publié en 1985 par Die Matzingers dans leur cassette audio « Neandertal ». Pour le CD maxi « Darkness in your Life » (2010) Crown of Creation ont joué une nouvelle version du titre avec la chanteuse Anne Crönert.

## Commentaires
Les commentaires étaient généralement positives. Heiko T. (Heiko Thurat), Hanovre, a écrit: « Influences stylistiques de la roche zone et le débit dans la musique funk à la mode, et comme un son intéressant et unique des années 90 ». Le « Cellesche Zeitung » écrit  : « Le résultat était maintenant populaire pop-rock mélangé avec des mélodies accrocheuses, soutenue par des synthétiseurs soigneusement arrangés." Le « Steinhuder Meerblick » compare la chanteuse à Juliane Werding : « Ohne ein Wort » (Sans un mot) est germanophone et a été écrit par la chanteuse, qui peut facilement être comparé dans ce cas à Juliane Werding. » Le « Wathlinger Bote » sait : « À presque une année entière de préparation, le groupe des deux personnes d’Adelheidsdorf Matthias Blazek et Thomas Czacharowski a été réclamé. » Le « General-Anzeiger » à Stadthagen a écrit : « Le bassiste Hannes Schäfer du groupe à succès de Hanovre Fury in the Slaughterhouse avait offert son appui à la production en studio, une collaboration ne s'est pas fait pour des raisons de calendrier. » Bild Hannover a déclaré : « Le CD « Real Life » est d'ores et déjà à guichets fermés, le groupe est de retour en Roxxon-Studio. » magaScene Hannover a écrit : « Nicci Knauer est la nouvelle chanteuse de Crown of Creation. Sur le premier album, « Real Life », elle chante dans le fond. »
Dans une enquête sur les auditeurs du CD en avril 1994, on a choisi « Mister of the Beat » comme favorite.

## Titres
Toutes les chansons ont été écrites par Matthias Blazek et Thomas Czacharowski. « Ohne ein Wort » a été écrit par Nicole Sukar.
| 1.    | Empty Life                                     | 5:48 |
| 2.    | Poison                                         | 4:28 |
| 3.    | Story of Life                                  | 4:26 |
| 4.    | Running to the Top                             | 5:01 |
| 5.    | My Story                                       | 4:58 |
| 6.    | No Time to hesitate                            | 4:57 |
| 7.    | Memory                                         | 4:27 |
| 8.    | No Problem                                     | 5:05 |
| 9.    | Running to the Top Rick J. Jordan Extended mix | 5:52 |
| 10.   | Ohne ein Wort                                  | 5:04 |
| 11.   | Mister of the Beat                             | 5:44 |
| 12.   | Liberation                                     | 3:52 |
| 13.   | Frustsong                                      | 4:00 |
| 63:53 |                                                |      |

## Personnel
- Nicole Sukar : chant
- Matthias Blazek : synthétiseur
- Thomas Czacharowski : synthétiseur

## Musiciens supplémentaires
- Rick J. Jordan : synthétiseur / string arrangement
- Nicole Knauer : chant accompagnement
- Silvia Lohmann : saxophone
- Christoph von Storch : guitare
- Bernd Wullkotte : guitare

## Production
- Rick J. Jordan (Ambience Studio, Hanovre, tous les titres sauf 1, 7 & 12), Herman Frank (Frida Park Studio, Hanovre, 4, 7 & 8) & Martin Zwiener (Suono-Tonstudio, Bückeburg, 1 & 12)[11]
- Enregistrement par Rick J. Jordan
- Assistance technique: Thomas Czacharowski
- Mixage par Jens Lüpke & Rick J. Jordan

## Littérature
- Matthias Blazek: Das niedersächsische Bandkompendium 1963–2003 – Daten und Fakten von 100 Rockgruppen aus Niedersachsen. Celle 2006, p. 46 suiv.  (ISBN 978-3-00-018947-0)